# Groblje Père-Lachaise
Groblje Père-Lachaise (francuski Cimetière du Père-Lachaise) nalazi se u Parizu, a još se naziva Istočno groblje. Ime je dobilo po isusovcu François d'Aix de La Chaise (1624. – 1709.), zvanim Père La Chaise (Otac La Chaise), ispovjedniku Louisa XIV.
Nakon donošenja odluke (1786.) o zabrani postojanja groblja unutar tadašnjeg grada Pariza, dolazi do zatvaranja groblja Cimetière des Innocents koje se je nalazilo u blizini tržnice Les Halles, i koje je predstavljalo zdravstveni rizik za cijelo stanovništvo grada. 
Tako 1804. Napoleon otkupljuje zemljište od Isusovaca, te na tom mjestu utemeljio Groblje Père-Lachaise. Uz Groblje Père-Lachaise utemeljena su i druga groblja van tadašnjih granica Pariza koja su zamijenila unutrašnja iz grada. Na sjeveru Groblje Montmartre, na jugu 
Groblje Montparnasse, a pored Eiffelovog tornja nalazi se Groblje Passy.
Danas je Père-Lachaiseu najveće groblje Pariza na kojem je sahranjeno više od 1000.000 pokojnika, i još je mnogo kremiranih u kolumbariju, među kojima su mnogih intelektualci i umjetnici. Groblje je jedno od turističkih atrakcija Pariza koje svake godine posjeti oko dva milijuna posjetitelja.

## Poznate osobe koje su sahranjene na Groblje Père-Lachaise
- Guillaume Apollinaire (1880. – 1918.), francusko-poljski pisac
- Miguel Ángel Asturias (1899. – 1974.), gvatemalski pisac
- Honoré de Balzac (1799. – 1850.), francuski pisac
- Pierre-Augustin Caron de Beaumarchais (1732. – 1799.), francuski pisac i dramaturg
- Sarah Bernhardt (1844. – 1923.), francuska glumica
- Georges Bizet (1838. – 1875.), francuski skladatelj i dirigent
- Pierre Bourdieu (1930. – 2002.), francuski sociolog
- Maria Callas (1923. – 1977.), operna pjevačica; nakon krađe i pronalaska urne, pepel je prosut Egejskim morem
- Frédéric Chopin (1810. – 1849.), poljski skladatelj; tijelo mu je pokopano na ovom groblju dok mu je srce sahranjeno u Varšavi
- Colette (1873. – 1954.), francuska spisateljica
- Camille Corot (1796. – 1875.), francuski slikar
- Honoré Daumier (1808. – 1879.), francuski slikar i karikaturist
- Jacques-Louis David (1748. – 1825.), francuski slikar; na groblju je pokopano samo njegovo srce
- Eugène Delacroix (1798. – 1863.), francuski slikar
- Isadora Duncan (1877. – 1927.), američka plesačica
- Georges Enesco (1881. – 1955.), rumunjski kompozitor
- Max Ernst (1891. – 1976.), njemački slikar i kipar
- Joseph Louis Gay-Lussac (1778. – 1850.), francuski fizičar i kemičar
- Théodore Géricault (1791. – 1824.), francuski slikar
- Jean Auguste Dominique Ingres (1780. – 1867.), francuski slikar
- Jean de La Fontaine (1621. – 1695.), francuski književnik
- Amedeo Modigliani (1884. – 1920.), talijansko-židovski slikar i kipar
- Molière (1622. – 1673.), francuski dramaturg
- Yves Montand (1921. – 1991.), francuski šansonijer i glumac
- Jim Morrison (1943. – 1971.), američki pjevač skupine "The Doors"
- Georges Perec (1936. – 1982.), francusko-židovski pisac, filmaš i esejist
- Édith Piaf (1915. – 1963.), francuska šansonijerka
- Camille Pissarro (1830. – 1903.), francuski slikar
- Marcel Proust (1871. – 1922.), francuski pisac, esejist i kritičar
- Georges Seurat (1859. – 1891.), francuski slikar
- Sully Prudhomme (1839. – 1907.), francuski pisac
- Gioacchino Rossini (1792. – 1868.), talijanski kompozitor; 1887. posmrtni ostaci Rossinija su preneseni u Firencu, ali je kripta ostala još uvek na Père Lachaiseu
- Simone Signoret (1921. – 1985.), francuska glumica
- Alice B. Toklas (1877. – 1967.), američka spisateljica
- Oscar Wilde (1854. – 1900.), irski pisac, dramaturg i pjesnik
- Richard Wright (1908. – 1960.), afroamerički pisac

## Galerija
- Krematorij na Père-Lachaiseu
- Memorijal mrtvima
- Grobnica Rossinia
- Simbolička grobnica Marie Callas
- Tomb of Colette
- Grobnica Dominique Ingresa
- Grobnica Molièrea
- Dio kolumbarija

## Vanjske poveznice
- (fr.) Članak o Groblju Père-Lachaise na službenim stranicama grada Pariza